# قصف مخيم حاس للاجئين
قصفُ مخيم حاس للاجئين هو قصفٌ جوي استهدفَ مخيمًا للاجئين في السادس عشر من آب/أغسطس 2019 في بلدة حاس التي تُسيطر عليها المعارضة خلال أحداث الحرب الأهلية السورية. نفَّذ القصف مقاتلة حربيّة روسية وذلك في تمامِ الساعة الـ 7:25 مساءً بالتوقيت المحلي، وقد أسفرَ الهجوم عن مقتل 20 مدنيًا بينهم امرأة حامل وإصابة 52 آخرين.

## القصف
يقعُ مخيّم حاس للاجئين خارج البلدات التي كانت تشهدُ تبادل إطلاق نارٍ بين المعارضة والنظام، كما يبعدُ المخيّم بحوالي ثمانية أميال من أقرب خطٍ أمامي، عدى عن اعتبار المُخيّم مكانًا مدنيًا لا هدفًا عسكريًا.
أكّدت التقارير اللاحقة أنّ القصف نفذته قاذفة قنابل روسية، حيثُ غادرت طائرتان حربيتان روسيتان من طراز سوخوي سو-24 قاعدة حميميم الجوية على الساعة الـ 7:02 مساءً، ثم حلقتا حول المنطقة قبل أن تقوم إحداهما باستهدافِ المخيّم بينما لم يتم تسجيل تحليق أية طائرات حربية سورية فوق المنطقة وقت القصف. أدى الانفجار إلى انهيار صفٍ من المباني حول فناء المخيم.

## ردود الفعل
أصدرت منظمة هيومن رايتس ووتش بيانًا قالت فيه: «بموجبِ القانون الدولي، تُعتبر الهجمات المتعمّدة أو المتهورة ضد المدنيين والأعيان المدنية المُرتكَبة بنية إجرامية جرائم حرب،» بينما أدانت فرنسا الغارة الجوية على مخيم اللاجئين وطالبت بوقفِ الأعمال العدائية.
سجّل مجلس حقوق الإنسان التابع للأمم المتحدة الجريمة في تقريره المنشور في الثاني من آذار/مارس 2020، حيث ذكر التالي: